# Anton Dudchenko
Anton Duchenko (ukrainien : Антон Дудченко), né le 17 décembre 1996 à Viry, est un biathlète ukrainien.

## Carrière
Il fait ses débuts internationaux dans la Coupe du monde junior en 2016, avant de décrocher ses premières médailles dans une compétition internationale, à l'occasion des Championnats d'Europe junior à Pokljuka, avec l'argent sur l'individuel après le bronze sur la poursuite. Il confirme l'hiver suivant, en remportant sa première course à Lenzerheide sur la Coupe du monde junior sur un individuel et deux nouvelles de bronze aux Championnats d'Europe junior.
En 2019, il remporte un titre de champion d'Ukraine sur l'individuel court. Dans l'hiver qui suit, il fait ses débuts dans la Coupe du monde à Östersund. Sur l'étape suivante, Dudchenko entre pour la première fois dans les points dans cette compétition (top 40), avec une 28e place au sprint d'Hochfilzen. Il est convoqué pour ses premiers championnats du monde à Anterselva, où il est deux fois 60e individuellement.
En 2020-2021, il améliore ses meilleurs résultats deux fois : vingtième du sprint à Hochfilzen, puis cinquième à l'individuel d'Anterselva, à seulement 0,3 seconde du troisième Quentin Fillon Maillet, grâce à un sans faute au tir.
Aux Championnats du monde 2021 à Pokljuka, il prend notamment la cinquième place sur le relais, tandis qu'il ne se qualifie pas pour la poursuite en individuel.

## Palmarès

### Jeux olympiques
| Édition / Épreuve | Individuel | Sprint | Poursuite | Mass start | Relais | Relais mixte |
| ----------------- | ---------- | ------ | --------- | ---------- | ------ | ------------ |
| Pékin 2022        | 50e        | 60e    | 23e       | —          | 9e     | —            |

Légende :
- — : non disputée par Dudchenko

### Championnats du monde
| Édition / Épreuve | Individuel | Sprint | Poursuite | Mass start | Relais | Relais mixte | Relais mixte simple |
| ----------------- | ---------- | ------ | --------- | ---------- | ------ | ------------ | ------------------- |
| Anterselva 2020   | 68e        | 60e    | 60e       | —          | –      | —            | —                   |
| Pokljuka 2021     | 45e        | 77e    | —         | —          | 5e     | —            | —                   |
| Oberhof 2023      | 42e        | 21e    | 20e       | 25e        | 13e    | 10e          | —                   |
| Nové Město 2024   | 29e        | 39e    | 25e       | 20e        | 13e    | —            | —                   |
| Lenzerheide 2025  | 50e        | 35e    | 47e       | —          | 8e     | 8e           | 20e                 |

Légende :
- — : non disputée par Dudchenko

### Coupe du monde
- Meilleur classement général : 35e en 2023 et 2025.
- Meilleur résultat individuel : 5e.
- 1 podium en relais : 1 troisième place.

Mis à jour le 23 mars 2025

#### Classements en Coupe du monde
| Saison    | Classement général final | Individuel | Sprint | Poursuite | Mass start |
| 2019-2020 | 58e                      | nc         | 57e    | 37e       |            |
| 2020-2021 | 51e                      | 27e        | 63e    | 66e       | 44e        |
| 2021-2022 | 39e                      | 36e        | 41e    | 39e       |            |
| 2022-2023 | 35e                      | 26e        | 39e    | 33e       | 36e        |
| 2023-2024 | 70e                      | 57e        | 69e    | 64e       |            |
| 2024-2025 | 35e                      | 27e        | 36e    | 36e       | 34e        |

### Championnats d'Europe
- Médaille d'argent de l'individuel en 2023.

### Championnats d'Europe junior
- Médaille d'argent sur l'individuel en 2016 à Pokljuka.
- Médaille de bronze sur la poursuite en 2016.
- Médaille de bronze sur le sprint en 2017 à Nové Město.
- Médaille de bronze sur la poursuite en 2017.